# Улица Истомина (Хабаровск)
Улица Истомина — улица в исторической части Хабаровска. Проходит параллельно руслу Амура от улицы Ленина до Советской улицы.
Одна из старейших улиц города. Популярный экскурсионный маршрут.

## История

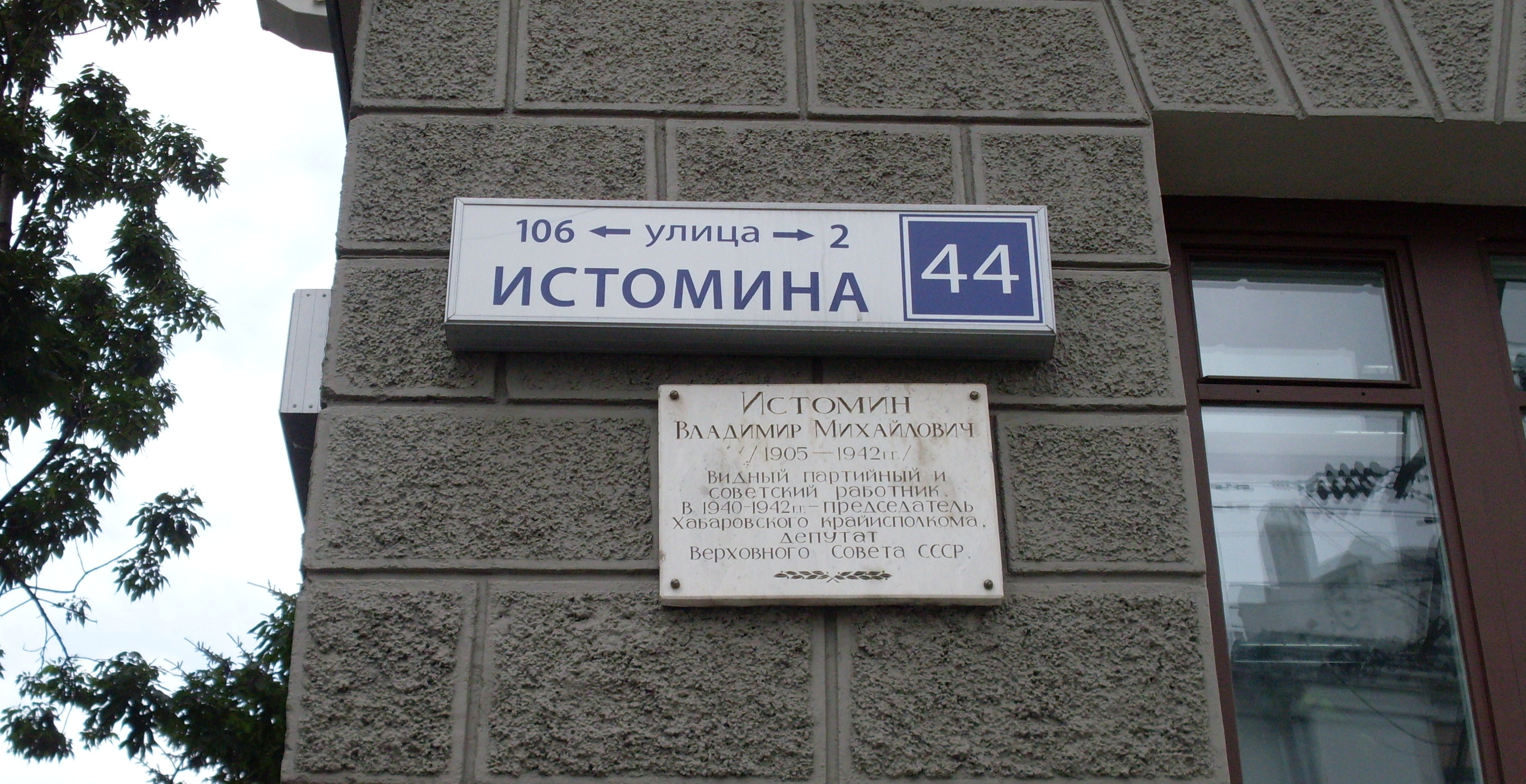
Мемориальная доска с названием улицы

Историческое название — Артиллерийская.
Современное название, с 1942 года, в честь видного советского деятеля Владимира Михайловича Истомина (1905—1942), председателя Хабаровского крайисполкома (1940—1942)
Судьба исторической застройки улицы вызывает тревогу у жителей города, гибнут памятники истории. По некоторым разрушенным памятникам архитектуры разработаны проекты восстановления

## Достопримечательности

Памятник генералу Е. Н. Павловскому

д. 2 — бывший доходный дом Душечкиных
д. 7 — бывший доходный дом Ф. М. Намоконова  Объект культурного наследия народов РФ. Рег. № 2700000150 (ЕГРОКН)
д. 49, 51 — Комплекс зданий товарищества «Кунст и Альберс», 1908—1910 гг.
д. 53 — бывший дом Пьянкова, 1900-е годы
д. 54 — бывший дом Даттана, 1900-е годы
Памятник Герою Социалистического Труда генерал-лейтенанту медицинской службы академику Евгению Никаноровичу Павловскому (территория 301 Окружного военного госпиталя)

## Известные жители
д. 18 — Э. М. Лухт
д. 44 — Виктор Александровский
д. 53 — В. К. Блюхер (мемориальная доска)
д. 54 — С. К. Нечепаев
Г. Д. Павлишин

## Галерея

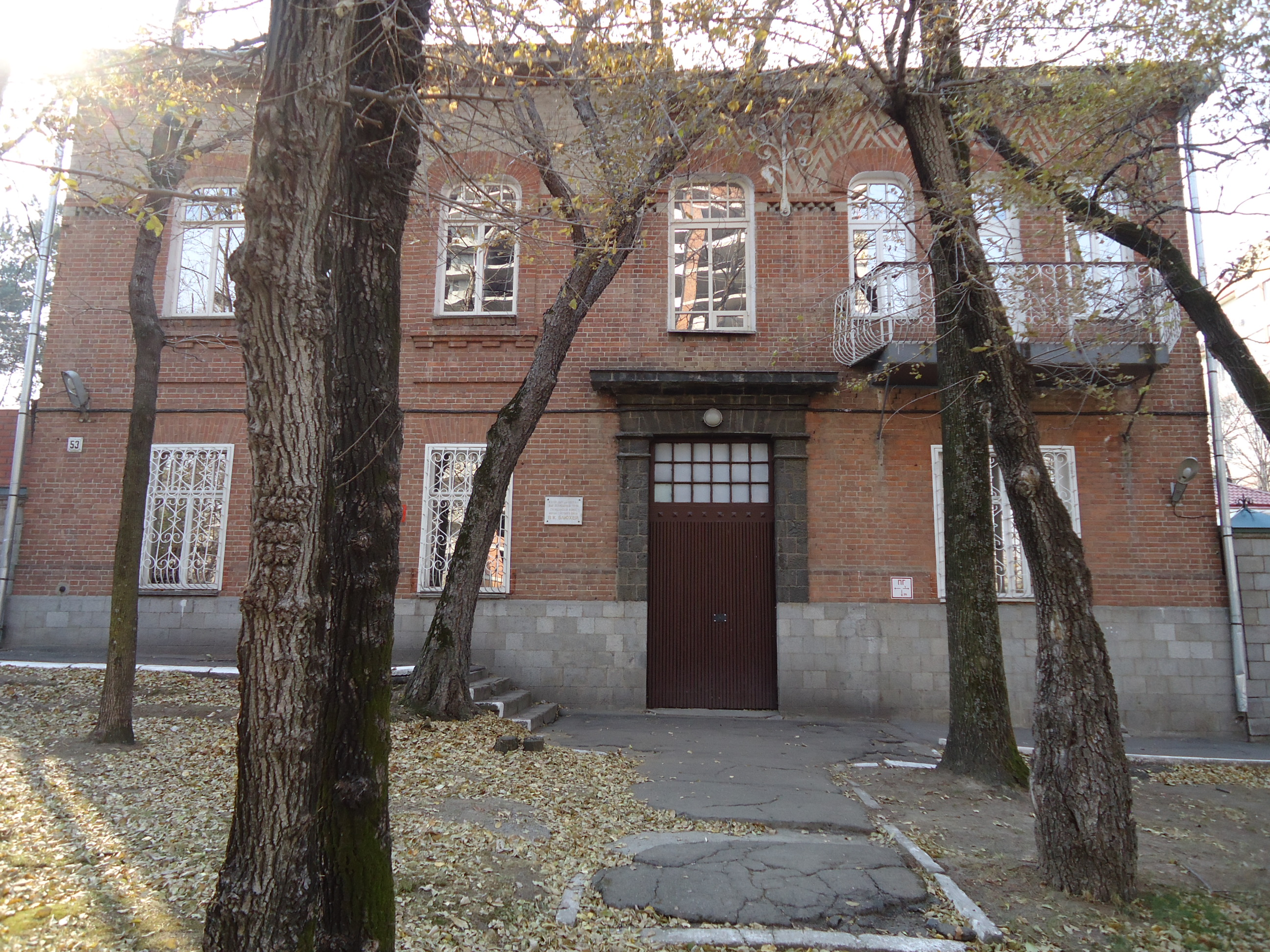
д. 53, бывшой дом  И.П. Пьянкова
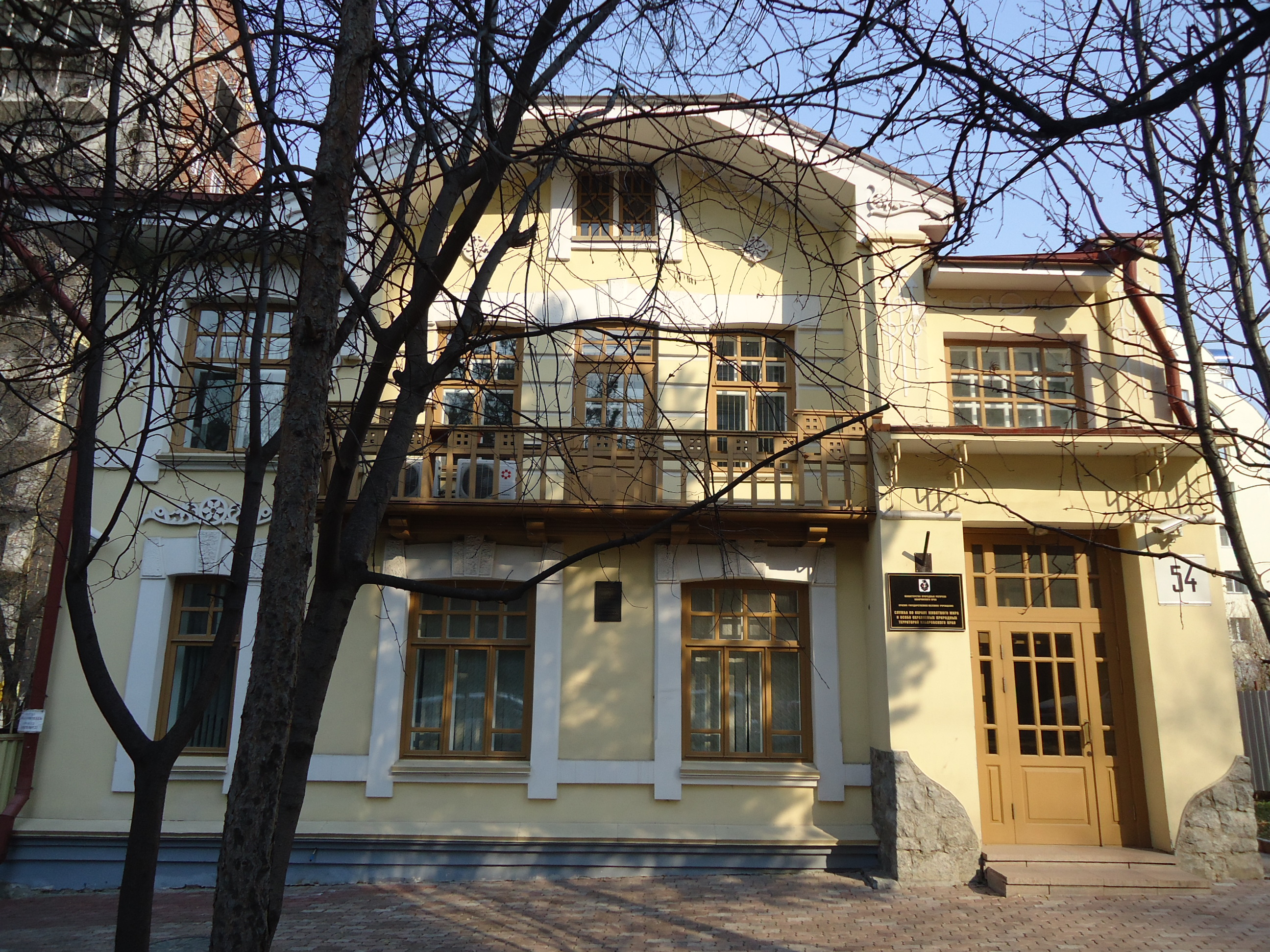
бывший жилой дом А. В. Даттана
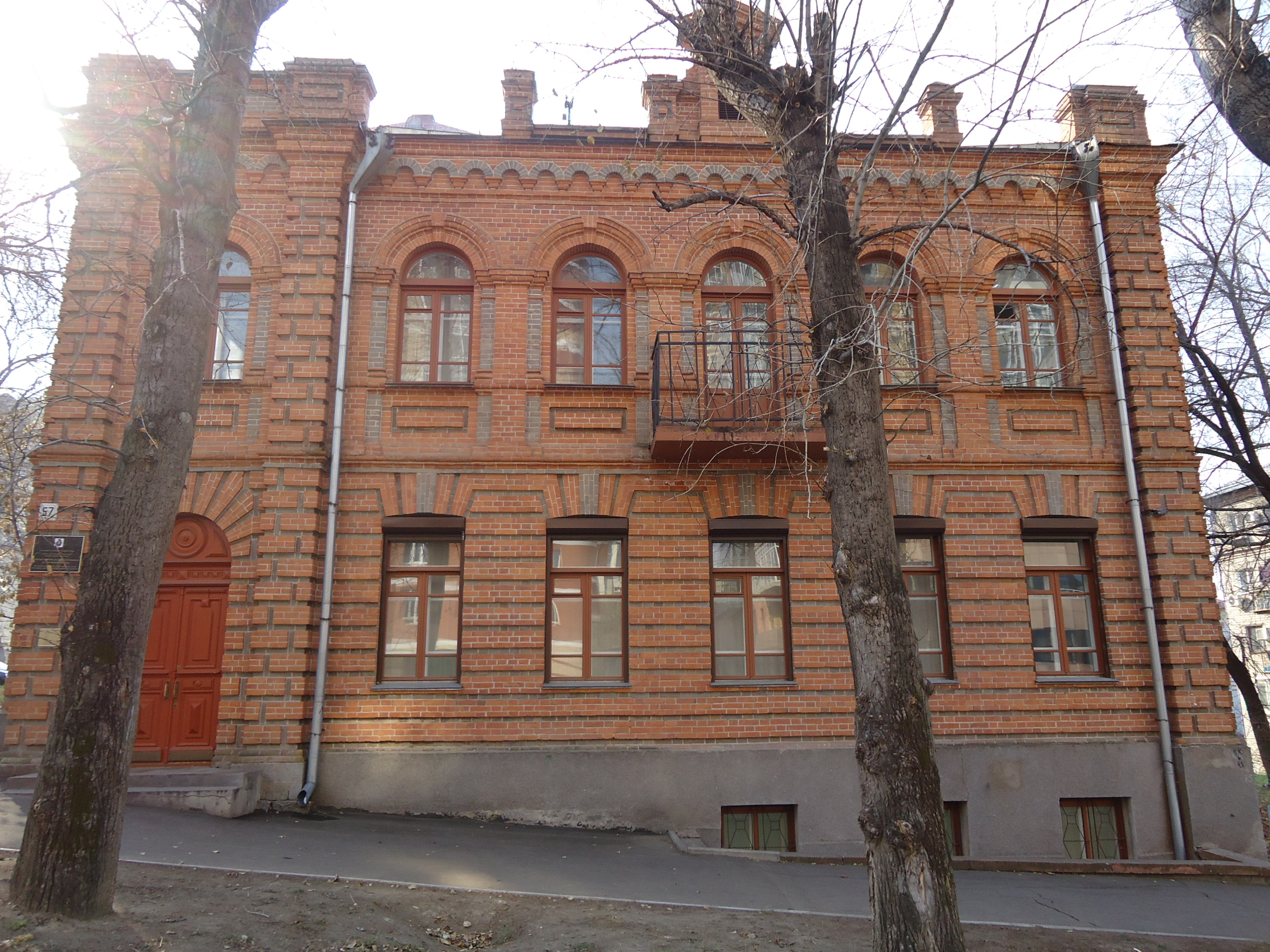
бывший доходный дом Н. И. Кузьминского
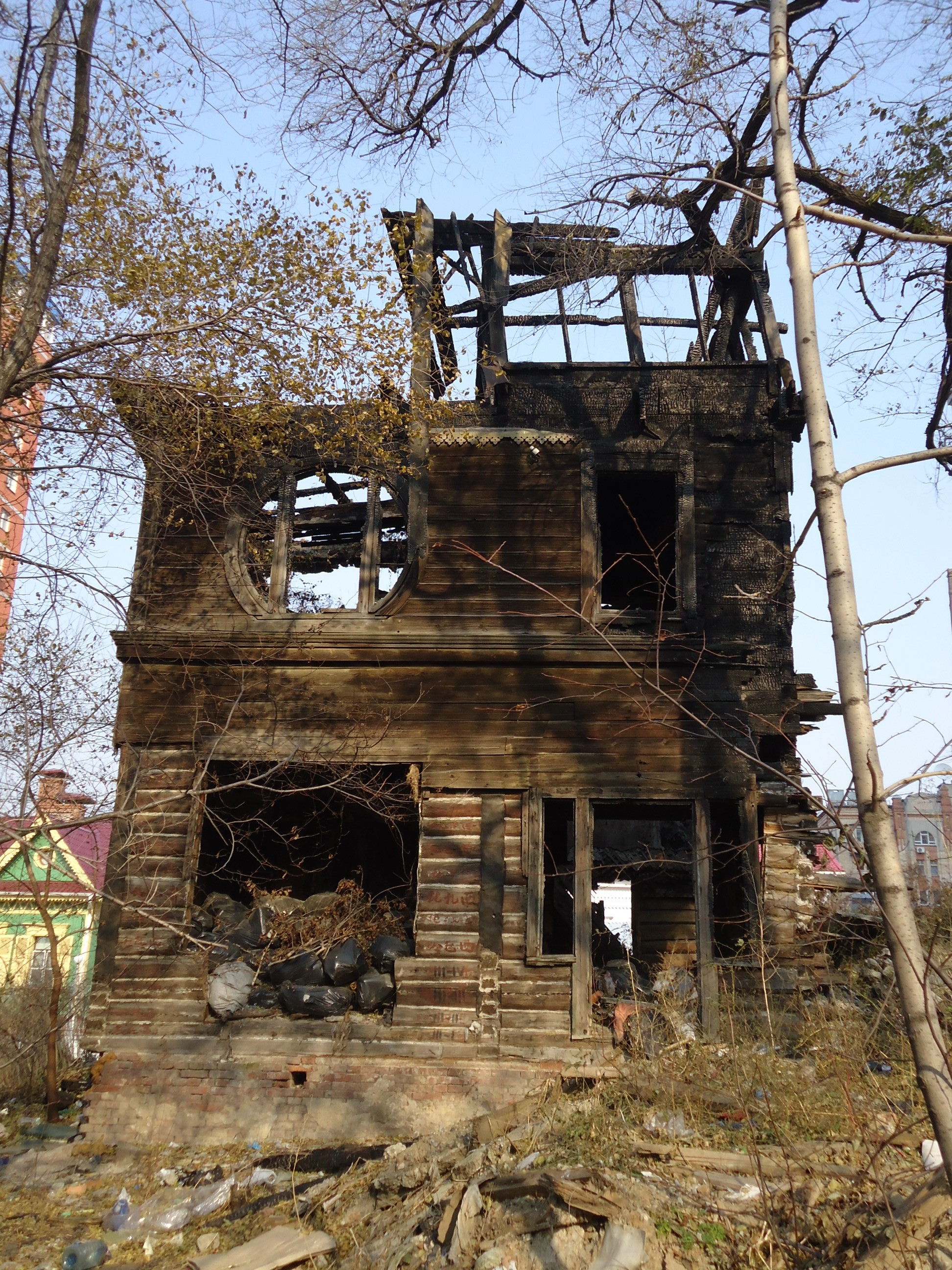
Сгоревший д. 18